# Ryan Ashton
Ryan Ashton (nacido el 24 de septiembre de 1984) es un actor, director y guionista estadounidense. Ashton es mejor conocido por su interpretación de Zack Sinnett en la telenovela diurna de CBS The Young and the Restless, que obtuvo una nominación al premio Daytime Emmy como actor invitado en una serie dramática en 2018. 
Apareció en el largometraje Allegiant y en la serie Bedsider The Guys Guide to Birth Control, que apareció en The New York Times y The Huffington Post.   Creció en Scituate, Massachusetts, antes de asistir a la Escuela de Artes y Cine de la Universidad de Carolina del Norte, donde obtuvo una licenciatura en Dirección de Cine. 